# خيسوس مندوزا
خيسوس مندوزا (بالإسبانية: Jesús Mendoza) (10 يناير 1979 في المكسيك - ) هو لاعب كرة قدم مكسيكي في مركز الوسط. شارك مع منتخب المكسيك لكرة القدم. أما مع النوادي، فقد لعب مع أتلانتي إف سي وكلوب ليون ونادي أمريكا ونادي سان لويس ونادي غوادالاخارا ونادي مونتيري ونادي نيكاكسا وتيبورونيس روخوس دي فيراكروز ونادي سيلايا ونادي شلمنقة ‏ ونادي موريليا الرياضي وريبوسيروس دي لا بيداد ‏ وتامبيكو ماديرو.

## وصلات خارجية
- خيسوس مندوزا على موقع الاتحاد الدولي (مؤرشف)  (الإنجليزية)
- خيسوس مندوزا على موقع قاعدة بيانات كرة القدم.إي يو (الإنجليزية)
- خيسوس مندوزا على موقع ناشيونال فوتبول تيمز (الإنجليزية)